# Картузи
Карту́зи (пол. Kartuzy, каш. Kartùzë, нім. Karthaus) — місто в північній Польщі, у районі Картузьких озер.
Адміністративний центр Картузького повіту Поморського воєводства.

## Демографія
Демографічна структура станом на 31 березня 2011 року:
|          | Загалом | Допрацездатний вік | Працездатний вік | Постпрацездатний вік |
| -------- | ------- | ------------------ | ---------------- | -------------------- |
| Чоловіки | 7259    | 1511               | 4940             | 808                  |
| Жінки    | 7931    | 1465               | 4684             | 1782                 |
| Разом    | 15190   | 2976               | 9624             | 2590                 |

## Відомі уродженці
- Анджей Вронський (1965) — польський борець греко-римського стилю, чемпіон світу, триразовий чемпіон Європи, дворазовий чемпіон Олімпійських ігор.